# Steinkreis von Gorteanish

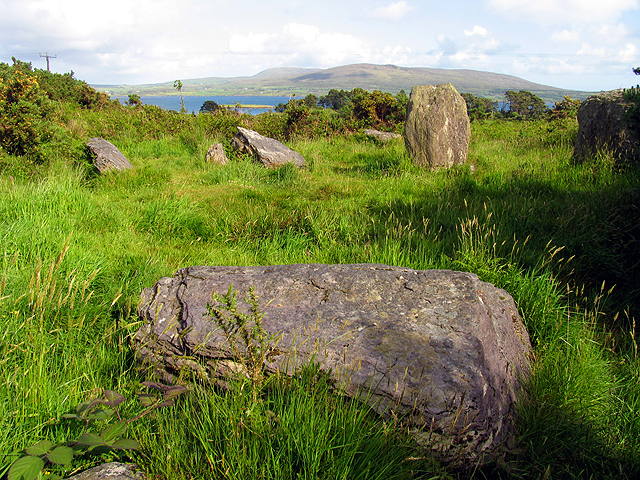
Steinkreis von Gorteanish

Der Steinkreis von Gorteanish (irisch Gort Aonghais) ist ein multipler Steinkreis der Cork-Kerry-Serie vom Typ Axial stone circle (ASC). Er liegt beim Hafen Ahakista, im Westen des namengebenden Townlands, zwischen Durrus und Kilcrohane im County Cork in Irland. 
Der Steinkreis befindet sich in einem Gebiet von ausgedehnten Felsen mit dichter Vegetation mit Blick auf die Dunmanus Bay. Der Zugang führt an der Rückseite einiger Häuser vorbei über zwei Clapper bridges. Der Kreis selbst wurde bei der Wiederentdeckung im Jahr 1995 von der Vegetation befreit. 

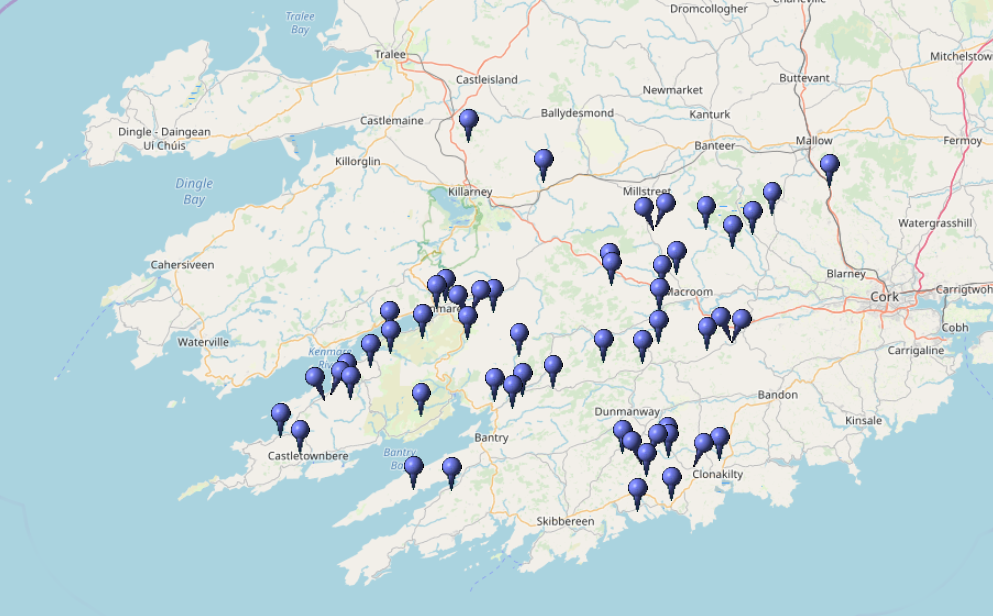
Axiale Steinkreise (ASC)

Der 11-Steine-Kreis (in der Regel ist die Zahl der Steine bei dieser Kreisart ungerade) besteht aus vier aufrechten und sieben gefallenen Steinen, deren Stützsteine in drei Fällen sichtbar sind. Beide Eintrittssteine und der Axialstein sind umgefallen. Die quaderartigen Orthostaten sind 1,4 bis 0,8 m hoch, 1,4 bis 0,9 m breit und 0,55 bis 0,2 m dick. Die Nordost-Südwest orientierte Hauptachse des Kreises ist etwa 7,5 m lang. Es ist erkennbar, wie sich die Höhe der Steine von den Portalsteinen zum Axialen verkleinert. Der Zustand des Kreises ist ein typisches Ergebnis der Viehhaltung ("Cattle rubbing stones") und keine bewusste Zerstörung. Keiner der Steine ist beschädigt.
Der Steinkreis ist etwas kleiner, aber ähnlich dem Steinkreis von Dunbeacon, der direkt gegenüber an der Dunmanus Bay liegt. 

## Boulder Burial
Das Boulder Burial liegt etwa 1,0 m südlich des Steinkreises und besteht aus dem in zwei Stücke zerteilten Deckstein und drei Stützsteinen. Der rechteckige Block war ursprünglich 1,3 m lang, 1,2 m breit und 0,55 m hoch. 